# Jemari
Jemari là một thị trấn thống kê (census town) của quận Barddhaman thuộc bang Tây Bengal, Ấn Độ.

## Nhân khẩu
Theo điều tra dân số năm 2001 của Ấn Độ, Jemari có dân số 3865 người. Phái nam chiếm 56% tổng số dân và phái nữ chiếm 44%. Jemari có tỷ lệ 53% biết đọc biết viết, thấp hơn tỷ lệ trung bình toàn quốc là 59,5%: tỷ lệ cho phái nam là 63%, và tỷ lệ cho phái nữ là 41%. Tại Jemari, 15% dân số nhỏ hơn 6 tuổi.